# Södra Latin
Södra Latins gymnasium, även kallad Södra Latin, är en kommunal gymnasieskola belägen vid Skaraborgsgatan 14 på Södermalm i Stockholm. Skolan är, med anor från 1654, en av Sveriges äldsta. Den har elever i fyra nationella program.
Södra Latin blev efter ett flertal namnändringar en samskola 1961, alltsedan 1971 under nuvarande namn. Nuvarande skolbyggnad, som är kulturminnesmärkt, uppfördes 1888–1891 efter ritningar av arkitekt Per Emanuel Werming.

## Historia
År 1654 utnämndes den första rektorn på föregångaren Södermalms pedagogia av Uppsalas ärkebiskop Johannes Canuti Lenaeus. Den delades 1660 i två skolor, Katarina skola och Maria skola. 1820 upphöjdes Maria skola till trivialskola. Maria skola bildade 1879 tillsammans med södra avdelningen av Stockholms gymnasium vid S:t Paulsgatan 13 ett läroverk under namnet Stockholms högre allmänna å latinlinjen fullständiga läroverk å Södermalm/Högre latinläroverket å Södermalm.  Efter att även reallinjen införts i samband med den nya byggnaden 1891 fick skolan namnet Högre allmänna läroverket å Södermalm som 1939 ändrades till Högre allmänna läroverket för gossar å Södermalm. Skolan blev en samskola 1961, kommunaliserades 1966, fick namnet Södra Latin 1967 och 1971 Södra Latins gymnasium. Studentexamen gavs från 1879 till 1968 och realexamen från 1907 till 1964.

## Byggnad och inventarier

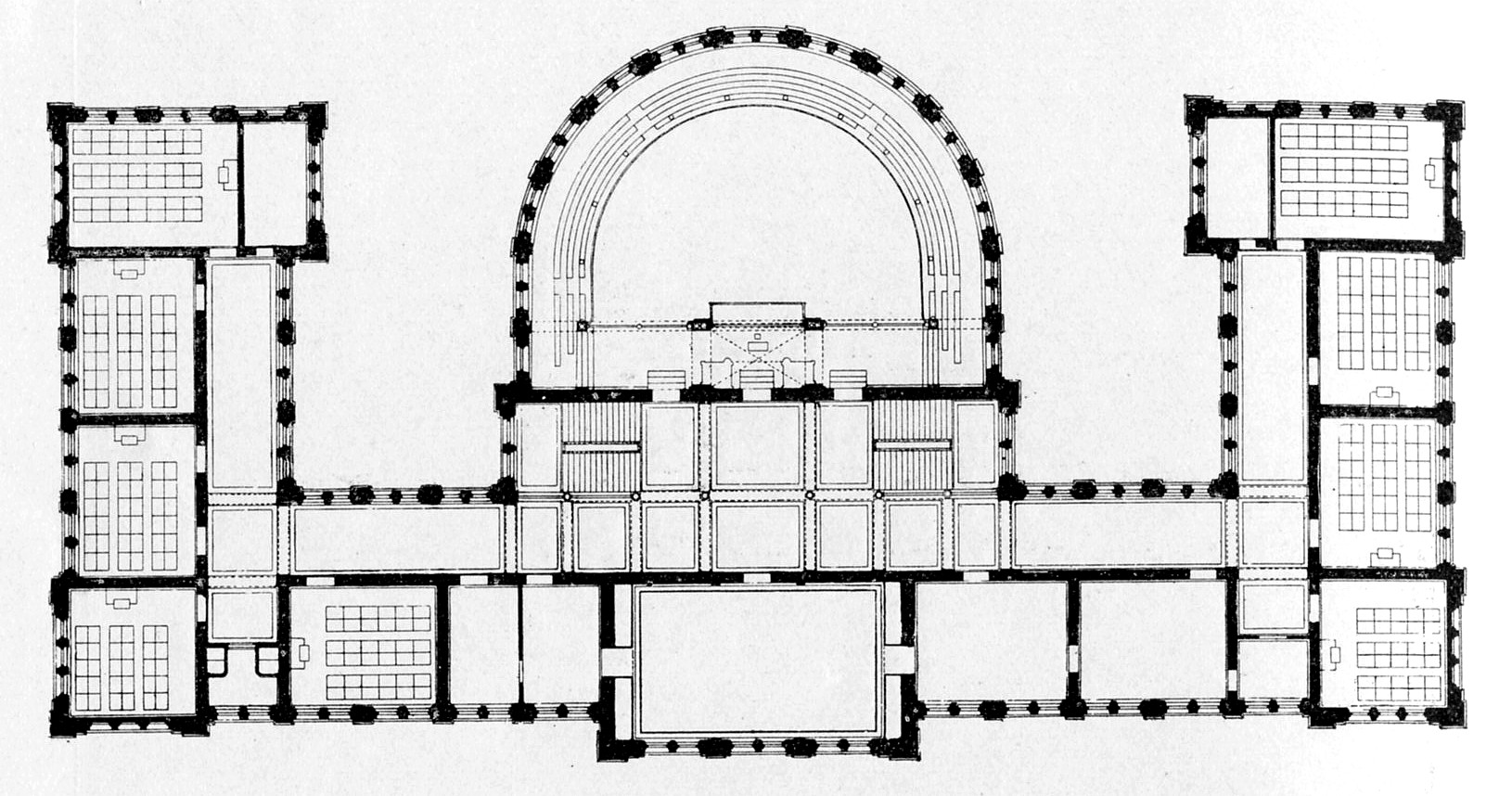
Planritning från 1897 för Södra Latin, våning 1 trappa. Planen är identisk för Norra Real.

Nuvarande skolbyggnad, som är kulturminnesmärkt, är ritad av Per Emanuel Werming och invigdes 1891. Samtidigt byggdes Norra Real efter samma ritningar. Byggnaden var så koncipierad att alla lokaler och korridorer fick direkt dagsljus från fasaderna. Totalt fanns 21 lärosalar. Typisk för planen är en i mittaxeln placerad, halvrund samlingssal. Fasaderna utmärks av en kraftfull tegelarkitektur med tydlig mittrisalit som förstärks genom den högröda beklädnaden i formpressad tegel. Skolan består av en huvudbyggnad med två flyglar och två andra hus, ett vilken huvudbyggnaden är sammanbyggd med. Skolbyggnaden renoverades 1996. Byggnaden har av Stockholms stadsmuseum "blåklassats" vilket innebär att dess kulturhistoriska värde motsvarar fordringarna för byggnadsminnen i Kulturmiljölagen.

### Aula
I skolans aula finns en orgel byggd av Åkerman & Lund Orgelbyggeri 1892. Den är en av de första svenska senromantiska orglarna med pneumatisk traktur.

#### Orgeldisposition
| Huvudverk C-g³      | Svällverk C-g³   | Pedal C-f¹ |
| Principal 8’        | Hornprincipal 8’ | Subbas 16’ |
| Flûte harmonique 8’ | Rörflöjt 8’      |            |
| Oktava 4’           | Salicional 8’    |            |
| Oktava 2’           | Voix céleste 8’  |            |
| Mixtur 4 ch.        | Flöjt 4’         |            |

## Utbildning
Södra Latin har i modern tid haft en stark inriktning mot estetiska utbildningar. 1976–1978 övertog man successivt den fem år tidigare på försök inrättade musiklinjen från Statens normalskola på Östermalm. Denna linje permanentades 1980 och följdes 1985 av inrättandet av en av landets första teaterlinjer. Man har också haft estetiska inriktningar på de teoretiska linjerna och programmen. I dagsläget finns fyra estetklasser i varje årskurs. Många nu aktiva musiker och skådespelare har också gått i gymnasiet på Södra Latin (se "kända elever" nedan). Samtidigt finns det dock sju klasser per årskurs som läser samhällsvetenskapligt, humanistiskt eller naturvetenskapligt program. Det naturvetenskapliga programmet var vid antagningen 2012 det mest populära i Stockholm.
Södra Latins gymnasium har fyra program. Utbildningarna på Estetiska programmet med inriktning musik är samtliga riksrekryterande spetsutbildningar:
- Estetiska programmet
  - Bild och formgivning
  - Dans
  - Teater
  - Musik
    - Blockflöjt
    - Cello
    - Gitarr, klassisk
    - Klarinett
    - Kontrabas, jazz
    - Kontrabas, klassisk
    - Orgel
    - Trombon
    - Trumpet
    - Tvärflöjt
    - Övriga instrument
    - Piano, klassisk
    - Piano, jazz
    - Sång, klassisk
    - Sång, övriga genrer
    - Elbas
    - Violin
    - Saxofon
    - Slagverk
    - Elgitarr
- Humanistiska programmet
  - Språk
- Naturvetenskapsprogrammet
  - Naturvetenskap
- Samhällsvetenskapsprogrammet
  - Samhällsvetenskap
- Språkintroduktion

## Föreningsliv
Södra Latin har länge utmärkt sig för ett rikt och brett föreningsliv. Tidigare föreningar som är värda att nämnas är det naturvetenskapliga sällskapet Heimdall (grundat 1892), idrottsföreningen SHALI (grundad 1913), Sällskapet EV (Enighet och Vänskap) och Södra Latins Teaterförening.

### Alumniverksamhet
För tidigare elever på Södra Latin finns sedan 1929 alumniorganisationen Föreningen Södra Latinare.

## Bemärkta lärare
- Enoch Thulin, flygpionjär, lärare i matematik, fysik och kemi
- Alf Ahlberg, filosof; lärare i svenska med litteraturhistoria
- Immanuel Björkhagen, läroboksförfattare; lektor i svenska och engelska
- Börge Ring, trubadur; lärare i religionskunskap
- Kalle Eriksson, tidigare barnskådespelare; lärarutbildad med specialämnet litteraturkunskap
- Bo Hansson (gitarrist)
- Roger Thorstensson, tidigare svensk mästare i femkamp, lärare i psykologi och samhällskunskap

## Rektorslängd

### Stockholms högre allmänna å latinlinjen fullständiga läroverk å Södermalm (från 1879)
- 1879–1884 - Ragnar Törnebladh
- 1884–1902 - Carl von Friesen (står som byst på skolgården)

### Högre Allmänna Läroverket för gossar å Södermalm (från 1891)
- 1902–1920 - Olof Örtenblad
- 1920–1941 - Nils Lundqvist
- 1941–1945 - Albert Björkeson (första gången)
- 1945–1950 - Hjalmar Olson
- 1950–1951 - Erik Ekman
- 1951–1952 - Martin Sjöström (tillförordnad)
- 1952–1957 - Albert Björkeson (andra gången)
- 1957–1972 - Roger Wadström

### Södra Latins gymnasium (från 1971)
- 1972–1992 - Arnold Flood
- 1993–2006 - Staffan Ström
- 2007–2011 - Lennart Kågestam
- 2012–2016 Anders Lundevi (gymnasiechef), med avdelningar:
  - Lillemor Larsson (Samhällsvetenskapsprogrammet och Humanistiska programmet) (avgick 2016)
  - Marie Linde (Estetiska programmet inkl. musik) (avgick 2015)
  - Patrik Biverstedt (Naturvetenskapsprogrammet och Individuellt alternativ) (avgick 2015)

- 2016–2020
  - Ewa Wallin (Naturvetenskapliga, Individuellt alternativ, Språkintroduktion)
  - Gabriella Björk (Humanistiska och samhällsvetenskapliga)
  - Christel Mjörnheim (Estetiska, Spetsutbildning Musik)
- 2020–2024 Gabriella Björk
- 2024– -Kajsa Sundin

## Södra Latin i film och litteratur
Filmerna Hets och G är delvis inspelade på Södra Latin. TV-serien Raggadish spelades in där. Författaren Peter Pohl, som själv varit elev på skolan, har skrivit flera böcker som handlar om hans personliga syn på skollivet där, däribland Janne, min vän. Musikvideon till Robyns hit Do You Really Want Me (Show Respect) spelades delvis in i skolans aula.